# Николай Стоянов (писател)
Вижте пояснителната страница за други личности с името Николай Стоянов.
Николай Стоянов е български писател и преводач.

## Биография
Николай Методиев Стоянов е роден на 24 април 1948 г. в Карлово. Завършва българска филология в Софийския държавен университет. Работи последователно в Българското национално радио, Студията за игрални филми, в. „Пулс“, сп. „Пламък“. Главен редактор на в. „Свят и дипломация“ – българското издание на „Льо Монд дипломатик“ (от 2007).
Автор е на книги с разкази, новели, есеистика, романи. Сценарист е на телевизионни филми и радиопиеси. Творбите му са преведени на руски, немски, английски, френски, сръбски, италиански, албански, корейски (хангуго), македонски, полски, румънски, хърватски. През 1991 г. основава „Библиотека 48“, която включва издателства, книготърговски фирми, фирми за рекламна дейност и видеофилми.
Основател и президент на фондация „Балканика“.

## Филмография
Като режисьор
- Тюркоазеният връх (2007)
- Lifestyle (2004)

Като сценарист
- Наблюдателя (2003)
- Етюд за лява ръка (тв, 1981)

Като актьор
- Бронзовият ключ (1984)